# Nowa policyjna opowieść
Nowa policyjna opowieść lub Strach nad Hongkongiem (tytuł oryg. 新警察故事, Xīn jǐngchá gùshi) – hongkońsko–chiński kryminalny dramat filmowy wyreżyserowany przez Benny’ego Chana. Premiera filmu odbyła się w 2004 roku.

## Fabuła
Główny bohater Chan, jest inspektorem w brygadzie specjalnej policji w Hongkongu. Pewnego dnia dowodzi akcją mającą na celu ujęcie sprawców napadu na bank przez Gang Pięciu. W czasie akcji ginie cały jego oddział. Wing zaczyna pić, czuje się winnym śmierci kolegów. Z depresji pomaga wyciągnąć go młody policjant.

## Obsada
Źródło: Filmweb

- Jackie Chan – starszy inspektor Chan
- Nicholas Tse – inspektor Fung
- Charlie Yeung – dziewczyna Winga
- Charlene Choi – Sa Sa, dziewczyna Funga
- Daniel Wu – Joe
- Andy On – Tin Tin
- Terence Yin – Fire
- Yu Rongguang – Kwun
- Timmy Hung
- Carl Ng
- Kenny Kwan – Red Hair
- Philip Ng – inspektor Wong
- Wu Bai – ojciec Franka
- Kai Chi Liu – Chief Wong
- John Sham